# Hagesandros

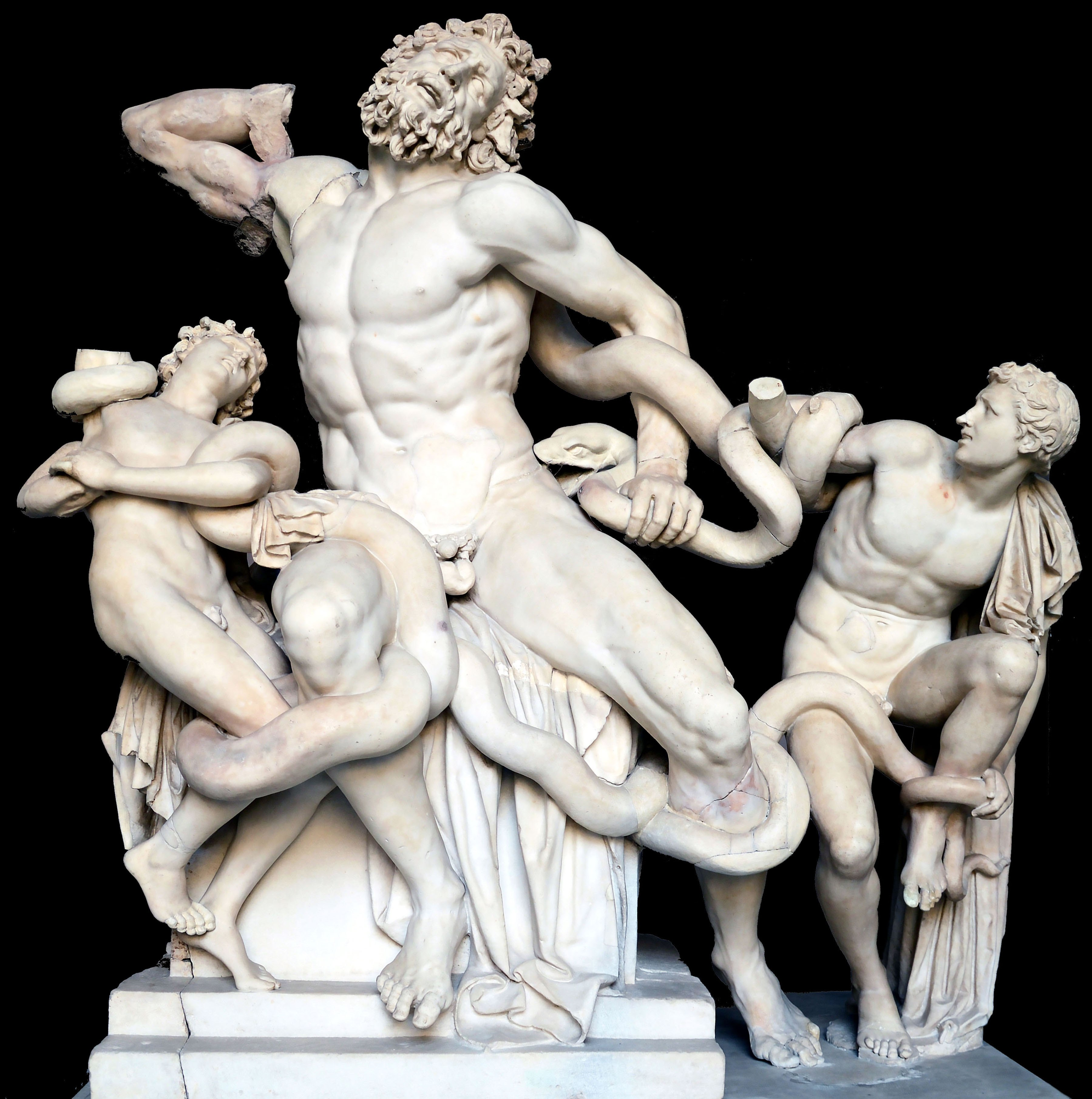
Laokoon-Gruppe in den Vatikanischen Museen

Hagesandros (griechisch Ἁγήσανδρος Hagḗsandros; auch Agesandros, Hagesanderus, Agesander oder Hagesander) war ein griechischer Bildhauer des 2.–1. Jahrhunderts v. Chr. aus Rhodos. Mehrere Angehörige seiner Familie sind ebenfalls unter diesen Namen bekannt.
Sein bekanntestes Werk, das er zusammen mit seinen vermutlichen Söhnen, den Bildhauern Athanadoros und Polydoros, fertigte, ist die Laokoon-Gruppe, heute im Vatikanischen Museum in Rom, eine Marmorkopie aus der zweiten Hälfte des 1. Jahrhunderts v. Chr.
Ein weiteres Werk, das ebenfalls gemeinsam von denselben Bildhauern erstellt wurde, ist die Skylla-Gruppe, die in einer riesigen Grotte am Meer bei Sperlonga, 100 Kilometer südlich von Rom, gefunden wurde. Sie trägt eine Inschrift des Künstlers.